# Gilbert Bauvin
Gilbert Bauvin, nacido el 4 de agosto de 1927 en Lunéville, fue un ciclista francés, profesional entre 1950 y 1960, cuyos mayores éxitos deportivos los obtuvo en el Tour de Francia, donde logró 5 victorias de etapa, prueba en la que además lograría finalizar segundo de la clasificación general en el año 1956; y en la Vuelta a España donde lograría 3 victorias de etapa. Además, en ambas pruebas logró liderar la clasificación general.

## Palmarés

### Ruta
| 1952 - Tour de Doubs 1954 - 2 etapas en el Tour de Francia - París-Camembert - Gran Premio de Cannes 1955 - 2 etapas en la Vuelta a España - 1 etapa en la París-Niza | 1956 - 1 etapa en la Vuelta a España 1957 - 1 etapa en el Tour de Francia - 1 etapa en la Vuelta a España - Gran Premio de Mónaco 1958 - 1 etapa en el Tour de Francia - Tour de Romandía, más una etapa |

### Ciclocrós
1953
- 2.º en el Campeonato Mundial de Ciclocrós
- 2.º en el Campeonato de Francia de Ciclocrós

## Resultados en Grandes Vueltas y Campeonato del Mundo
Durante su carrera deportiva ha conseguido los siguientes puestos en las Grandes Vueltas y en los Campeonatos del Mundo en carretera:
| Carrera         | 1950 | 1951 | 1952 | 1953 | 1954 | 1955 | 1956 | 1957 | 1958 | 1959 | 1960 |
| --------------- | ---- | ---- | ---- | ---- | ---- | ---- | ---- | ---- | ---- | ---- | ---- |
| Giro de Italia  | -    | -    | -    | -    | -    | -    | -    | -    | -    | -    | -    |
| Tour de Francia | 49.º | 8.º  | 32.º | 16º  | 10º  | 18º  | 2º   | 14º  | 15º  | -    | -    |
| Vuelta a España | -    | X    | X    | X    | X    | 36º  | 7º   | 24º  | -    | Ab.  | -    |
| Mundial en Ruta | -    | -    | -    | -    | -    | -    | -    | -    | -    | -    | -    |

## Equipos
- Nancia (1950-1954)
- Saint-Raphael - R. Geminiani (1955-1960)